# NGC 3299
NGC 3299 је спирална галаксија у сазвежђу Лав која се налази на NGC листи објеката дубоког неба.
Деклинација објекта је + 12° 42' 26" а ректасцензија 10h 36m 23,9s. Привидна величина (магнитуда) објекта NGC 3299 износи 13,1 а фотографска магнитуда 13,7. Налази се на удаљености од 5,4000 милиона парсека од Сунца. NGC 3299 је још познат и под ознакама UGC 5761, MCG 2-27-29, CGCG 65-64, PGC 31442.